# Zaricine, Novomîkolaiivka
Zaricine (în ucraineană Зарічне) este un sat în așezarea urbană Ternuvate din raionul Novomîkolaiivka, regiunea Zaporijjea, Ucraina.

## Demografie
Componența lingvistică a localității Zaricine
     Ucraineană (92,86%)
     Rusă (7,14%)
Conform recensământului din 2001, majoritatea populației localității Zaricine era vorbitoare de ucraineană (92,86%), existând în minoritate și vorbitori de rusă (7,14%).